# Hanna Beekhuis
Johanna Hendrika Elisabeth (Hanna) Beekhuis (Leeuwarden, 24 september 1889 - Bloemendaal, 2 februari 1980) was een Nederlands pianiste en componiste.

## Achtergrond
Ze werd geboren binnen het gezin van advocaat en procureur mr. Cornelis Beekhuis en Johanna Catharina van Giffen. Grootvader Christiaan Houdijn Beekhuis was vicepresident van het gerechtshof in Leeuwarden; haar grootmoeder Geesje Feddes was schrijfster van de brochure Gelijk recht voor allen! over de ongelijke positie van de gehuwde vrouw. Zuster Geesje Houdijn Beekhuis was kunstenares en haar neef Christiaan Houdijn Beekhuis jurist. Herman Bieling heeft haar in een portret vastgelegd (Naar Hanna Beekhuis). Tijdens de Tweede Wereldoorlog woonde ze in Zwitserland, ze bevond zich daar toen de oorlog uitbrak. Haar laatste jaren bracht ze door in een bejaardentehuis in Bloemendaal. Ze werd gecremeerd op Driehuis-Westerveld.

## Muziek
Haar eerste muzieklessen kreeg ze van haar moeder, Peter van Anrooy en Frits Schuurman. Vervolgens kwamen er opleiding in Genève door Otto Barblan, Keulen door Ewald Strässer en Franz Bölsche en Wenen. Daarna volgde nog verdere opleiding bij Dirk Schäfer en Bernard Stevenhagen. In 1914 zat ze al op het podium als pianiste. In 1916 zat ze op het podium met het Leeuwarder Symphonie-orkest in een uitvoering van het Pianoconcert nr. 2 van Ludwig van Beethoven onder leiding van Jan Paardekoper. Ze trad tevens op als begeleidster van bijvoorbeeld Berthe Seroen en Suze Luger-van Beuge in concertzalen in het hele land. Ze ging in de jaren twintig piano spelen in een trio met To van der Sluys (zang) en Johan Feltkamp (dwarsfluit). In diezelfde periode begeleidde ze ook de uit Nederlands-Indië afkomstige danser Raden Mas Jodjana. Haar loopbaan als pianiste werd afgeremd door podiumangst.
Ze was als kind al aan het componeren, maar vanaf 1930 kwam het serieuzere werk. Daarbij maakte ze gebruik van haar reislust. De stijl van haar werk zou neigen richting die van Igor Stravinsky, Claude Debussy en Maurice Ravel. Ze was medeoprichtster van "Kunst in intiemen kring", een stimulans voor uitvoeringen van nieuwe (Nederlandse) muziek. 
Werken:
- Vier Friese liederen op tekst van Halbertsma, uitgevoerd in 1914 tijdens een bijeenkomst van de Nationale Vrouwenraad.
- Bretonse ballade
- Catalonië-suite (orkest)
- Vijf miniaturensuite (orkest)
- Djmaa el Fnaa-suite (orkest)
- Drie serenades voor zangstem en orkest
- Chi-King (Chinese liederen)
- Cupidootje voor mezzosopraan en piano op tekst van Adama van Scheltema (1951)
- Reflets du Japon (1950) voor alt en viool (ze ontving daarvoor in 1961 een gouden medaille en erediploma in Buenos Aires
- Rondo capriccioso op YouTube
- Drie liederen op tekst van Guido Gezelle
- Vier balletten voor Florrie Rodrigo (1931)

- Biografisch Portaal: 81515102
- Gemeinsame Normdatei: 1089755171
- International Standard Name Identifier: 0000 0003 9358 1694
- Nederlandse Thesaurus van Auteursnamen: 102650829
- Virtual International Authority File: 287858269